# Роузен, Джеки
Жакли́н Шэ́рил Ро́узен (англ. Jacklyn Sheryl Rosen, урожд. Спе́ктор (англ. Spektor), род. 2 августа 1957, Чикаго, Иллинойс) — американский политик, в прошлом — программист, член Палаты представителей от 3-го избирательного округа Невады с 3 января 2017 по 3 января 2019 года, сенатор от штата Невада (с 2019).

## Биография
Роузен родилась в Чикаго, в семье Кэрол Спектор и Леонарда Спектора, её отец служил в Армии США в годы Корейской войны. В 1979 году получила степень бакалавра психологии в Миннесотском университете, после его окончания переехала к родителям в Лас-Вегас. Там она устроилась на работу в компанию Summa Corporation, а также подрабатывала официанткой в развлекательном комплексе Сизарс-пэлас. В 1980-х она начала работать на компанию Southwest Gas, занимающуюся предоставлением коммунальных услуг, а затем открыла свой собственный бизнес в сфере консалтинга. В Лас-Вегасе Роузен также окончила Коммьюнити Колледж округа Кларк с дипломом младшего специалиста по вычислительным и информационным технологиям в 1985 году. Ныне проживает в Хендерсоне (Невада) с мужем-радиологом; была президентом здешней реформистской синагоги. Среди предпосылок, побудивших её пойти в политику, называет философию «тиккун олам».
В 2016 году Гарри Рид, лидер демократического меньшинства в Сенате, представлявший Неваду, попросил Роузен поучаствовать в выборах в Палату представителей в третьем округе штата, действующий конгрессмен от которого, республиканец Джо Хек, отказался от переизбрания ввиду участия в выборах в Сенат. Несмотря на то, что она никогда не участвовала в выборах до этого, Роузен удалось (с перевесом в 3943 голоса) победить республиканца Дэнни Тарканяна; на проходивших одновременно президентских выборах в этом округе победу одержал республиканец Дональд Трамп.
Роузен была кандидатом от Демократической партии на сенатских выборах в Неваде, состоявшихся 6 ноября 2018 года, и одержала победу над действующим сенатором-республиканцем Дином Хеллером. В ходе избирательной кампании она получила поддержку от бывшего президента Барака Обамы и бывшего вице-президента Джо Байдена.